# The In Between
The In Between és una pel·lícula romàntica de ciència-ficció estatunidenca del 2022 dirigida per Arie Posin a partir d'un guió de Marc Klein. La pel·lícula es va estrenar l'11 de febrer de 2022 a Paramount+. Dos mesos més tard, Netflix va incorporar-la al seu catàleg internacional, incloent-hi la versió original subtitulada al català.

## Repartiment
- Joey King com a Tessa
- Kyle Allen com a Skylar
- Kim Dickens com a Vickie
- John Ortiz com a Mel
- Celeste O'Connor com a Shannon
- Donna Biscoe com a Doris
- April Parker Jones com a Jasmine

## Producció
El 24 de febrer de 2021 es va anunciar que Arie Posin dirigiria una pel·lícula per a Paramount+. En el mateix dia, la pel·lícula va ser anunciada juntament amb Paranormal Activity: Next of Kin i una nova història de Pet Sematary, amb Joey Rei com a part de l'elenc. L'abril de 2021, April Parker Jones, Celeste O'Connor, Donna Biscoe, Kyle Allen, John Ortiz i Kim Dickens es van revelar com a part del repartiment de la pel·lícula.

## Publicació
La pel·lícula es va estrenar l'11 de febrer de 2022 a Paramount+. Netflix va distribuir la pel·lícula fora dels Estats Units a partir del 8 d'abril de 2022. El 18 d'abril va incorporar la subtitulació en català.

## Rebuda
La pel·lícula va rebre crítiques diverses. L'agregador de ressenyes Rotten Tomatoes va informar d'una puntuació d'aprovació del 56%, amb una puntuació mitjana de 5,7 sobre 10, basada en 9 comentaris.

## Remissions
1. 1 2  «Entre dos mundos».   Goita què fan ara. [Consulta: 18 abril 2022].
2. ↑  D'Alessandro, Anthony. «New 'Paranormal Activity', 'Pet Sematary' & 'The In Between' Movies Heading To Paramount+». Deadline Hollywood, 24-02-2021. [Consulta: 24 febrer 2021].
3. ↑  «New 'Pet Sematary' and 'Paranormal Activity' Films Headed to Paramount+» (en anglès americà), 24-02-2021. [Consulta: 6 març 2022].
4. ↑  Wiseman, Andreas. «'The In Between': April Parker Jones, Celeste O'Connor & Donna Biscoe Join Paramount+ Movie Starring Joey King». Deadline Hollywood, 15-04-2021. [Consulta: 15 abril 2021].
5. ↑  «Joey King’s ‘The In Between’ Headed to Netflix in April 2022». What's on Netflix, 14-03-2022.